# Берёзовка (приток Прута)
Берёзовка (укр. Березівка) — река на Украине, в пределах Коломыйского района Ивано-Франковской области. Правый приток Прута (бассейн Дуная).

## Описание
Длина реки 15 км, площадь водосборного бассейна — 31,4 км². Уклон реки 6,7 м/км. Река горная, зимой замерзает. Богата различными видами мелких рыб.

## Русло
Берёт начало на северных склонах Покутско-Буковинских Карпат к югу от села Крапивище. Течёт на северо-восток (местами на север). Впадает в Прут к северу от села Аннов.

## Населённые пункты
На Берёзовке расположены сёла Крапивище, Пилипы и Залучье.